# Passage de la Bourse

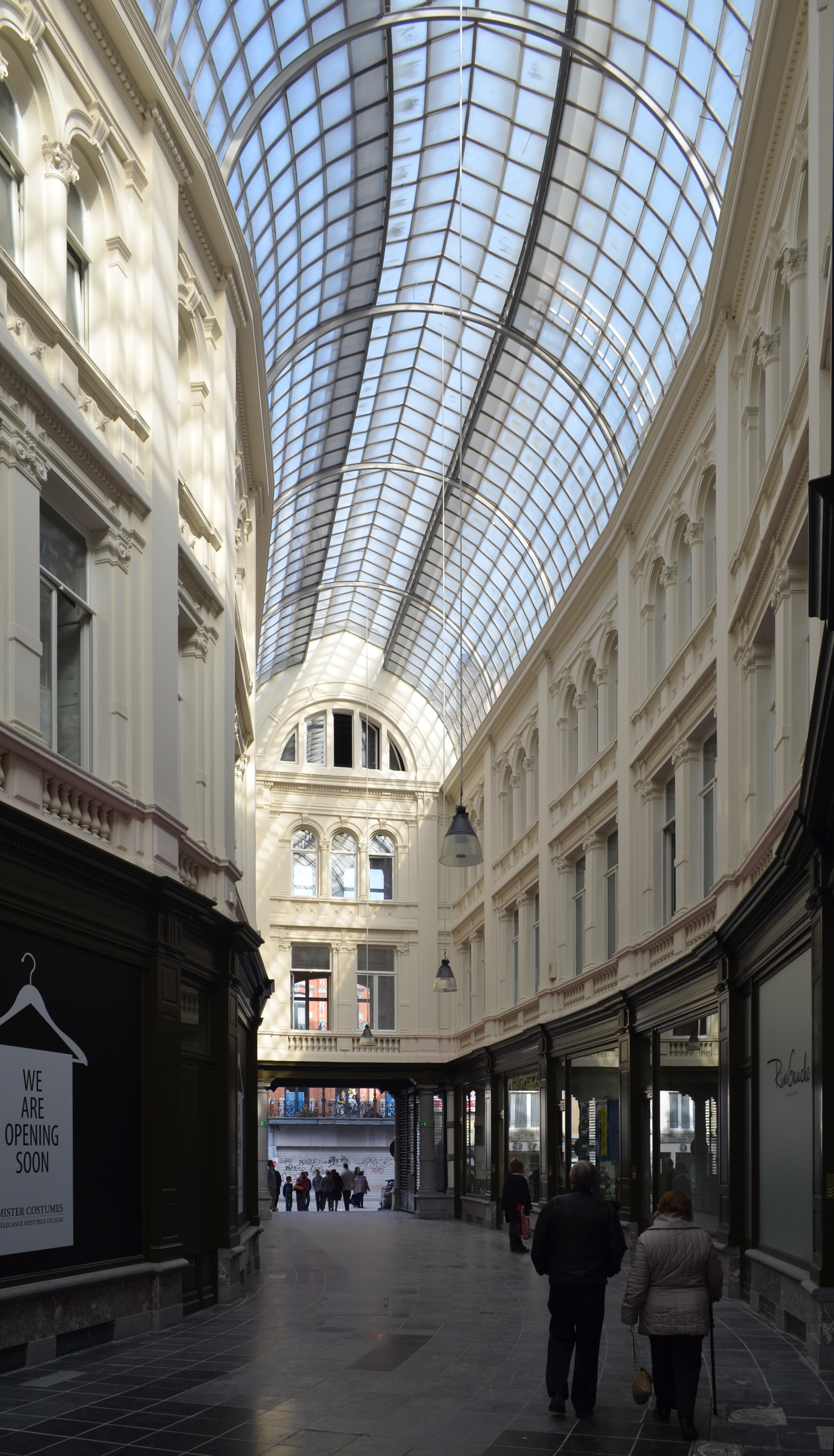
Het gebogen stuk richting Rue de Marchienne

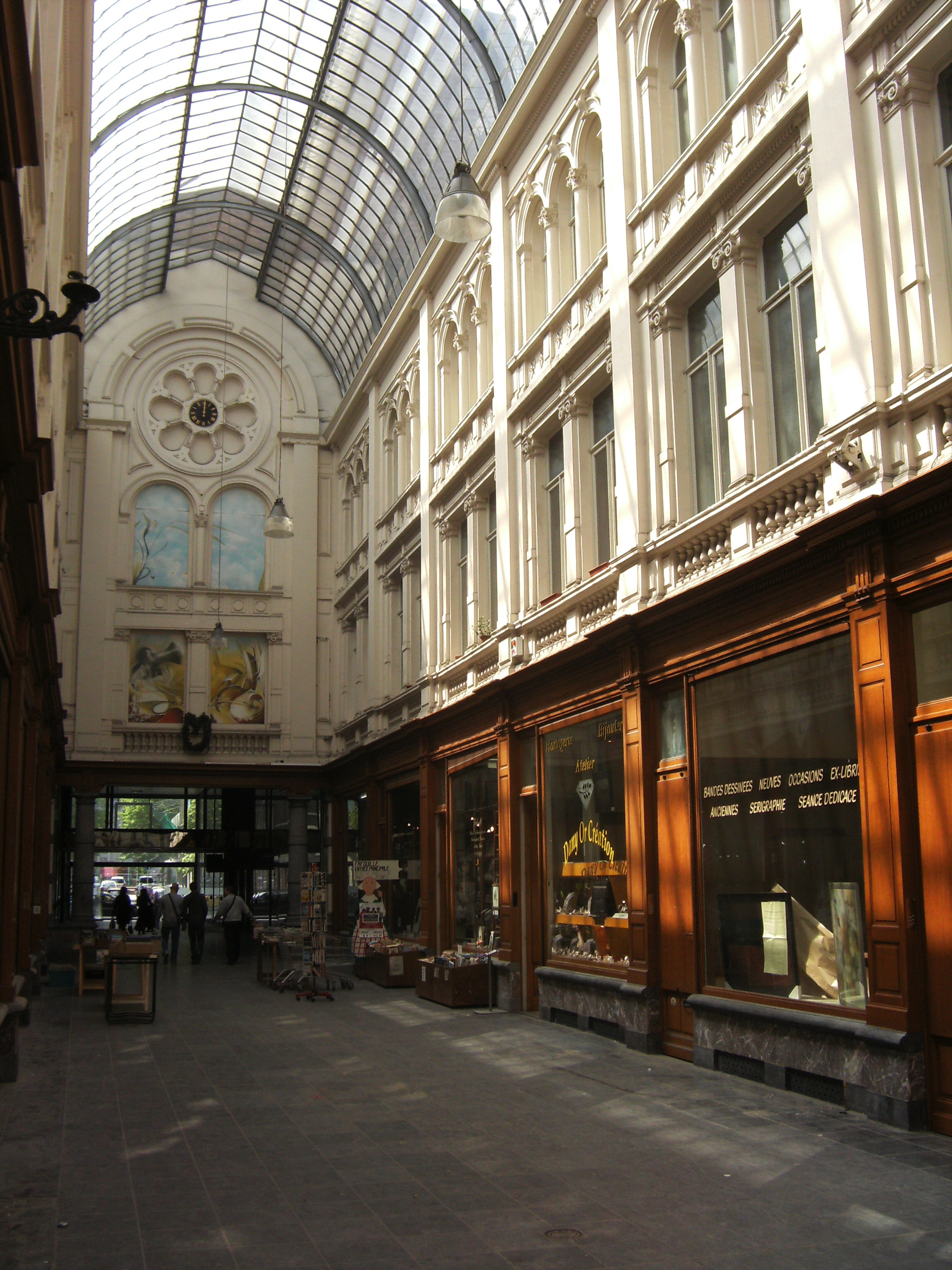
Het rechte stuk richting Rue de Charleville

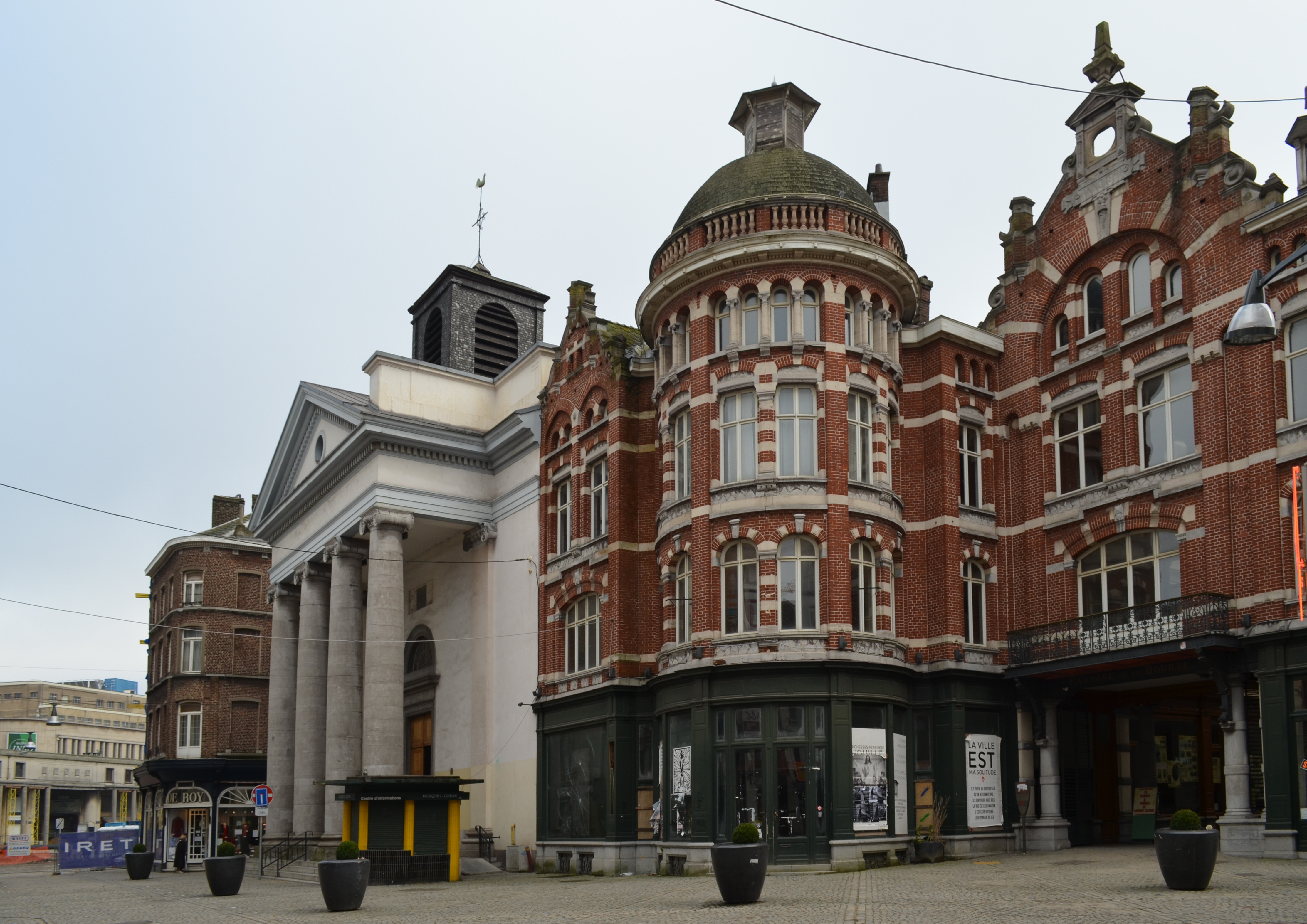
Ingangsgebouw aan de Rue de Marchienne met café Les Milles colonnes

De Passage de la Bourse is een winkelgalerij in de Belgische stad Charleroi. Dit bouwwerk van de architect Edmond Legraive opende in 1892 en is beschermd als monument.

## Beschrijving
De passage volgt een recht tracé vanaf de Rue de Charleville en maakt dan een zachte knik richting Rue de Marchienne. Architecturaal getuigt ze van eclecticisme. Op de begane grond zijn houten winkelpuien met grote glaspartijen ingericht. De appartementen erboven hebben gepleisterde gevels met neoklassieke ornamenten, waaronder de klassieke bouworden: Dorische pilasters over de twee verdiepingen, Ionische op de eerste verdieping, en Korinthische halfzuilen op de tweede. Ondanks de architecturale eenheid bestaat de passage uit aparte huizen met telkens een commercieel gelijkvloers en twee residentiële verdiepingen. Het geheel is overkoepeld door een boogvormig glazen dak met verhoogde nok, rustend op een stalen structuur. De toegangen bevinden zich in bakstenen gebouwen in de stijl van de neorenaissance.

## Geschiedenis
Op de site lag sinds 1681 een kapucijnenklooster, dat van 1803 tot 1887 zonder veel enthousiasme werd gebruikt als stadhuis. Toen herontwikkeling mogelijk werd, koos men voor een commerciële functie in de vorm van een met glas overdekte wandelgalerij, zoals toen gangbaar in de grote steden. In die tijd was Charleroi een welvarende stad met verschillende staal- en glasfabrieken. De nieuwe passage moest de verbinding vormen tussen de Rue de Marchienne en de Rue de Charleville. Ernaast kwam een nieuw beursgebouw voor de in 1875 opgerichte Bourse de Commerce et d'Industrie (vandaar de naam die aan de galerij werd gegeven).
Voor het ontwerp onderzocht het stadsbestuur verschillende voorstellen, waaronder een van Octave Van Rysselberghe. Uiteindelijk koos men in oktober 1890 voor het project van zijn Brusselse collega Edmond Legraive, die zich lokaal liet bijstaan door Moriaux. De galerij en de beurs kwamen in 1892 gereed. Boven de winkels waren appartementen ingericht die werden verkocht, terwijl de stad eigenaar bleef van de weg en de glasstructuur.
De Passage de la Bourse werd een geliefde plaats voor cultuur en vertier. Behalve winkels was er de music hall Monico, de bioscoop Trianon en het satirische blad El Créquion. Na de Tweede Wereldoorlog verloor de galerij aan uitstraling. Het beursgebouw werd in 1963 afgebroken en vervangen door een moderne constructie waar de Charleroise antenne van de RTBF huisde van 1974 tot 2011. Ook boette de galerij in aan architecturale samenhang door het toelaten van onoordeelkundige transformaties.
Vanaf 2003 werd een begin gemaakt met de restauratie van de galerij onder leiding van de architect Philippe Dulière. Veel aandacht ging naar het herstellen van de houten winkelpuien en van de glazen bedaking. De galerij werd ingebed in een groter winkelcentrum door het project Rive Gauche van Saint-Lambert Promotions. De realisatie daarvan duurde van 2006 tot 2017.
In 1990 zijn de gevels en de dakstructuur van de Passage de la Bourse beschermd. In 2011 werd deze erfgoedbescherming uitgebreid.

## Voetnoten
1. 1 2 3  Passage de la Bourse à Charleroi, Connaître la Wallonie (bezocht 11 januari 2025)
2. 1 2 3 4  F. Dierick, Le Passage de la Bourse, Charleroi Découverte (bezocht 11 januari 2025)
3. 1 2 3  Galeries et passages: de belles adresses atypiques et magiques, La Libre Belgique, 16 juni 2016